# PlayStation App
A PlayStation App é uma aplicação móvel focada na PlayStation desenvolvida pela Sony Computer Entertainment para os sistemas operativos iOS e Android. A versão 1.0 da aplicação foi lançada em 11 de Janeiro de 2011 na Austrália e na Europa, e na América do Norte a 14 de Novembro de 2013, antes do lançamento da PlayStation 4 naquela região. Actualmente, a aplicação pode ser usada em aparelhos que tenham o sistema iOS 6 e superior, ou o Android 4.0 e superior. ki

## Funções
A PlayStation App pode ser usada como segundo ecrã para a PlayStation 4, oferecendo caracteristicas de ligações, aceder à PlayStation Store, ver manuais e guias, receber e enviar mensagens entre os sistemas PlayStation 3, PlayStation 4 e PlayStation Vita, comparar troféus, ver actividades recentes, fazer manutenção da lista de amigos, colocar comentários e ver as noticias retiradas do PlayStation Blog. A PlayStation App não tem funcionalidades para jogar. O aplicativo também permite aos utilizadores assistir a vídeos colocados nas mensagens de notícias através da aplicação no seu aparelho móvel. Também permite partilhar noticias ou produtos nas contas Facebook, Twitter ou email dos utilizadores.

## Ligações Externas
- Página Oficial portuguesa
- Página Oficial brasileira
- Previsão no iTunes
- Loja Google Play